# Беланже, Франсуа-Жозеф
Франсуа-Жозеф Беланже (фр. François-Joseph Bélanger, 12 апреля 1744, Париж — 1 мая 1818, Париж) — архитектор французского неоклассицизма и ампира. Придворный декоратор графа д’Артуа, будущего короля Франции Карла X.
Беланже родился в Париже, в 1764—1766 годах учился в Королевской академии архитектуры у Ж.-Д. Ле Руа и П. Контан де Иври. Беланже не сумел получить заветную Римскую премию, чтобы продолжить обучение в Италии, однако через круг Ле Руа он познакомился с ведущими мастерами неоклассической архитектуры Ш.-Л. Клериссо, Р. Адамом. В 1766 году был в Англии, где усвоил правила создания английских садов пейзажного стиля с элементами шинуазри.
В возрасте двадцати лет он стал членом Королевской академии архитектуры. С 1767 года работал для «Королевской администрации приятных мелочей» (L’administration des Menus-Plaisirs du roi) в качестве декоратора придворных празднеств. Десять лет спустя он стал первым архитектором графа д’Артуа, брата короля. В 1777 году Беланже построил знаменитый павильон «Багатель» для графа д’Артуа в Булонском лесу в характерном неоклассическом стиле. Беланже оформлял новые интерьеры замка Мезон-Лаффит в «этрусском стиле».
В должности придворного декоратора Беланже отвечал за подготовку похорон Людовика XV и оформление коронации Людовика XVI. Во время революции он провел некоторое время в тюрьме Сен-Лазар. После освобождения он женился на своей любовнице, танцовщице Анн-Виктуар Дервьё и построил для неё небольшой особняк. В 1800 году построил собственный дом. В 1813 году после смерти А.-Т. Броньяра, создателя знаменитого здания Парижской биржи (проект 1807 года), названной позднее за внушительный стиль дворцом (Palais Brongniart), Франсуа-Жозеф Беланже получил контракт и успешно завершил строительство к 1825 году. В 1811 году он перестроил купол кукурузного рынка (нынешней Парижской фондовой биржи), успешно применив несущие конструкции из железа.
После возвращения Бурбонов на французский трон Беланже, который всегда пользовался покровительством графа д’Артуа, снова стал отвечать за организацию празднеств и придворных церемоний. При содействии своего ученика и помощника Ж. И. Гитторфа Беланже создал оформление торжественной церемонии переноса пепла Людовика XVI и Марии-Антуанетты в аббатство Сен-Дени в 1815 году.
Беланже оформил множество интерьеров аристократических особняков, используя элементы модных в то время «помпейского» и «этрусского» стилей. Классическим образцом для него оставались проекты Ш.-Л. Клериссо и гравюры Дж. Б. Пиранези. Беланже делал рисунки мебели, канделябров, ваз, скульптурных украшений, сотрудничал с бронзовщиком П. Гутьером. Выполнял картоны для мануфактуры шпалер Савоннери. Беланже проектировал парковые павильоны и разного рода эфемериды, чем оказал заметное влияние на садово-парковое искусство своего времени.

## Галерея

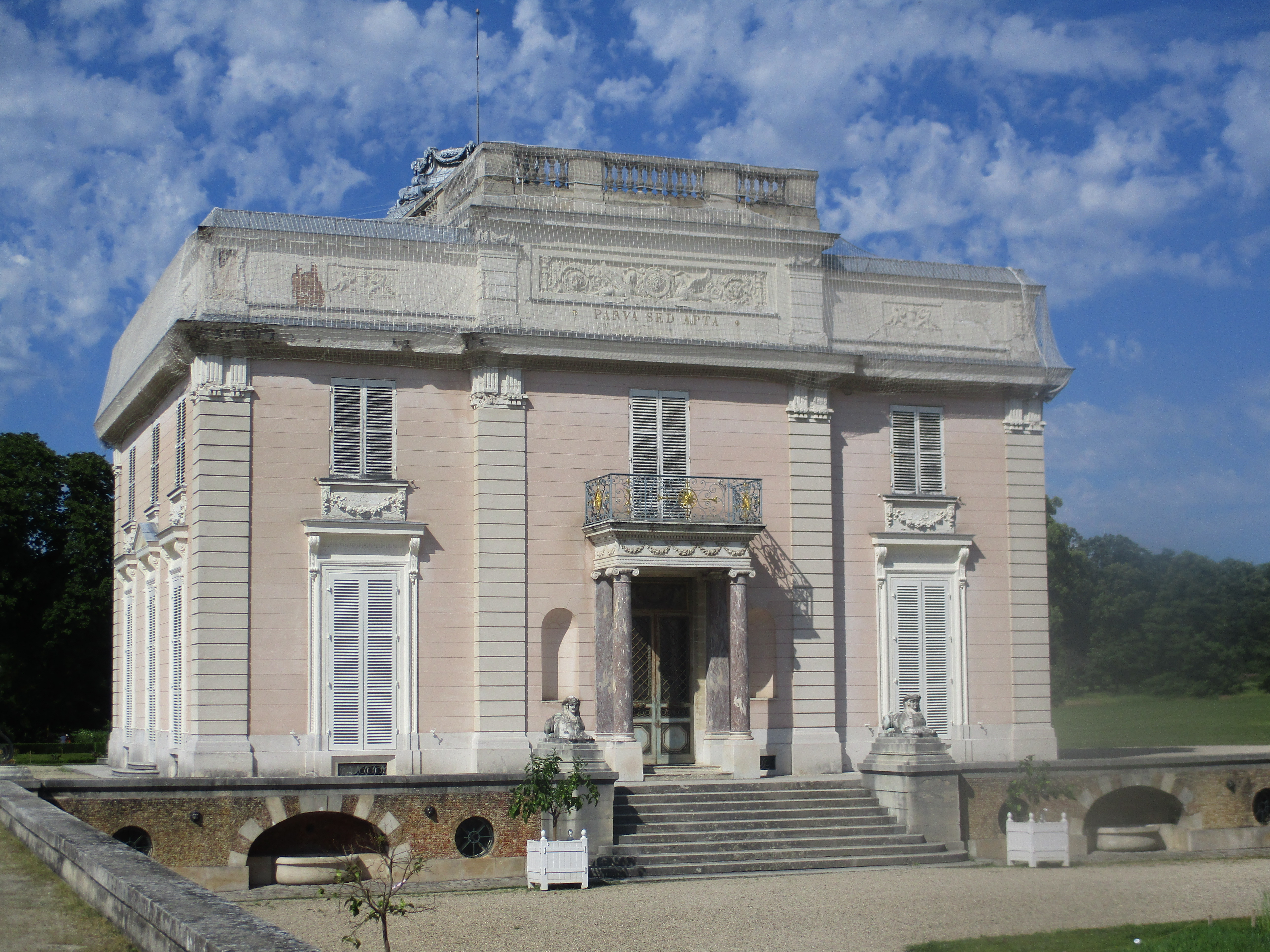
Павильон «Багатель». 1777. Булонский лес, Париж
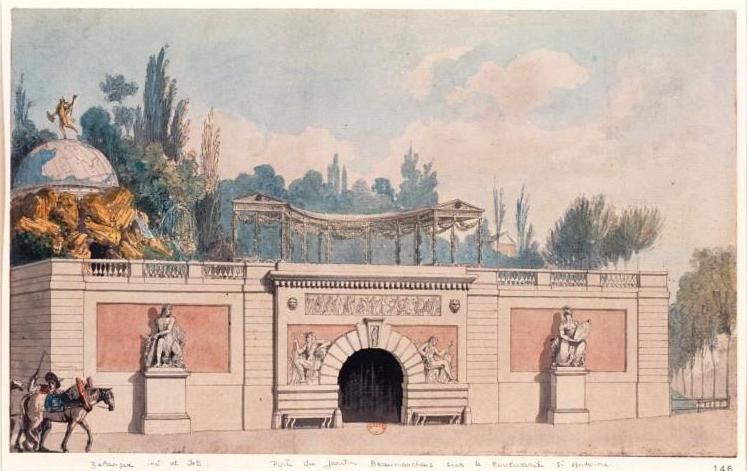
Вход в сады Бомарше. 1790. Бумага, акварель, тушь, перо, кисть. Национальная библиотека Франции, Париж
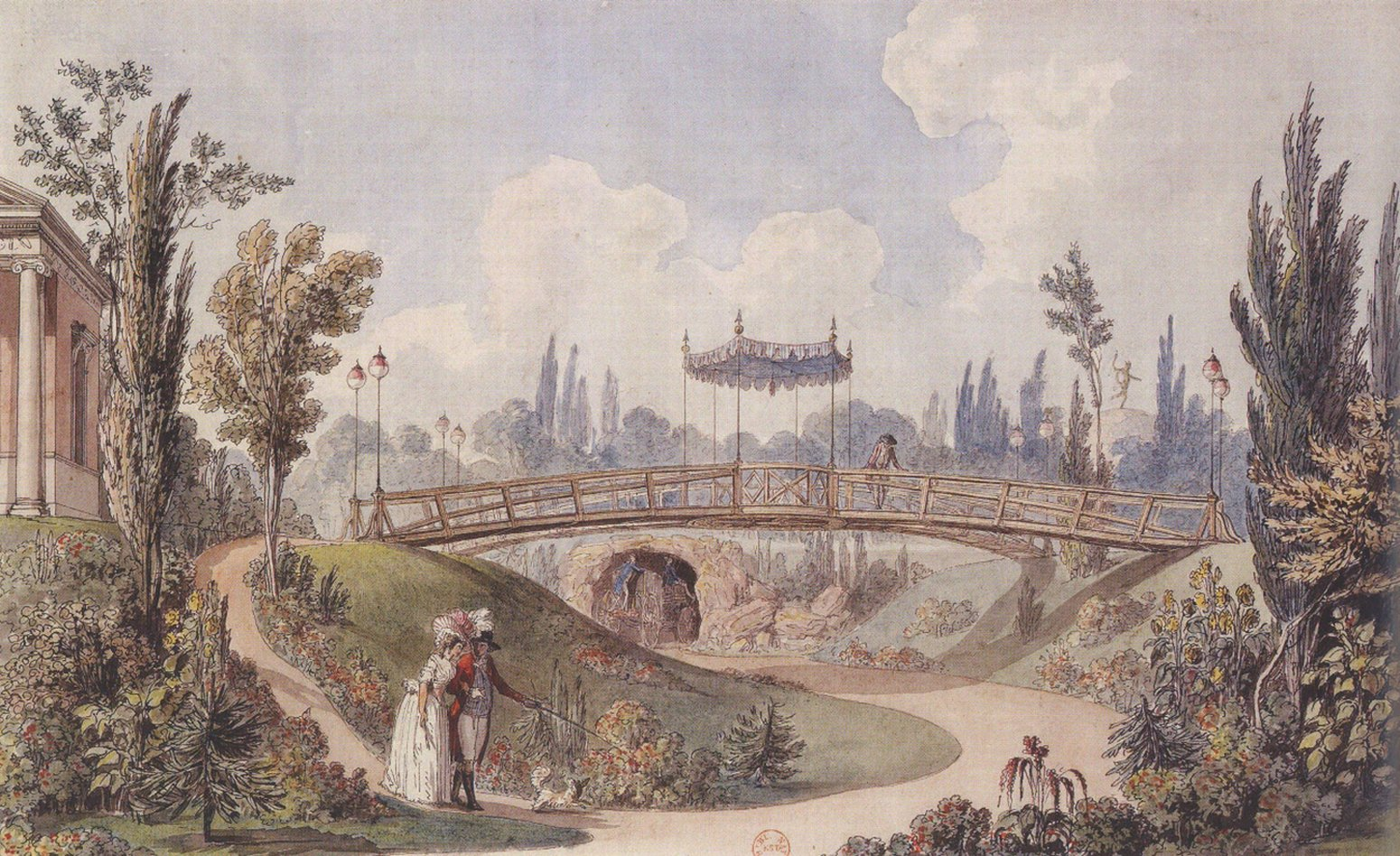
Сады Бомарше. 1790. Бумага, акварель, тушь, перо, кисть. Национальная библиотека Франции, Париж
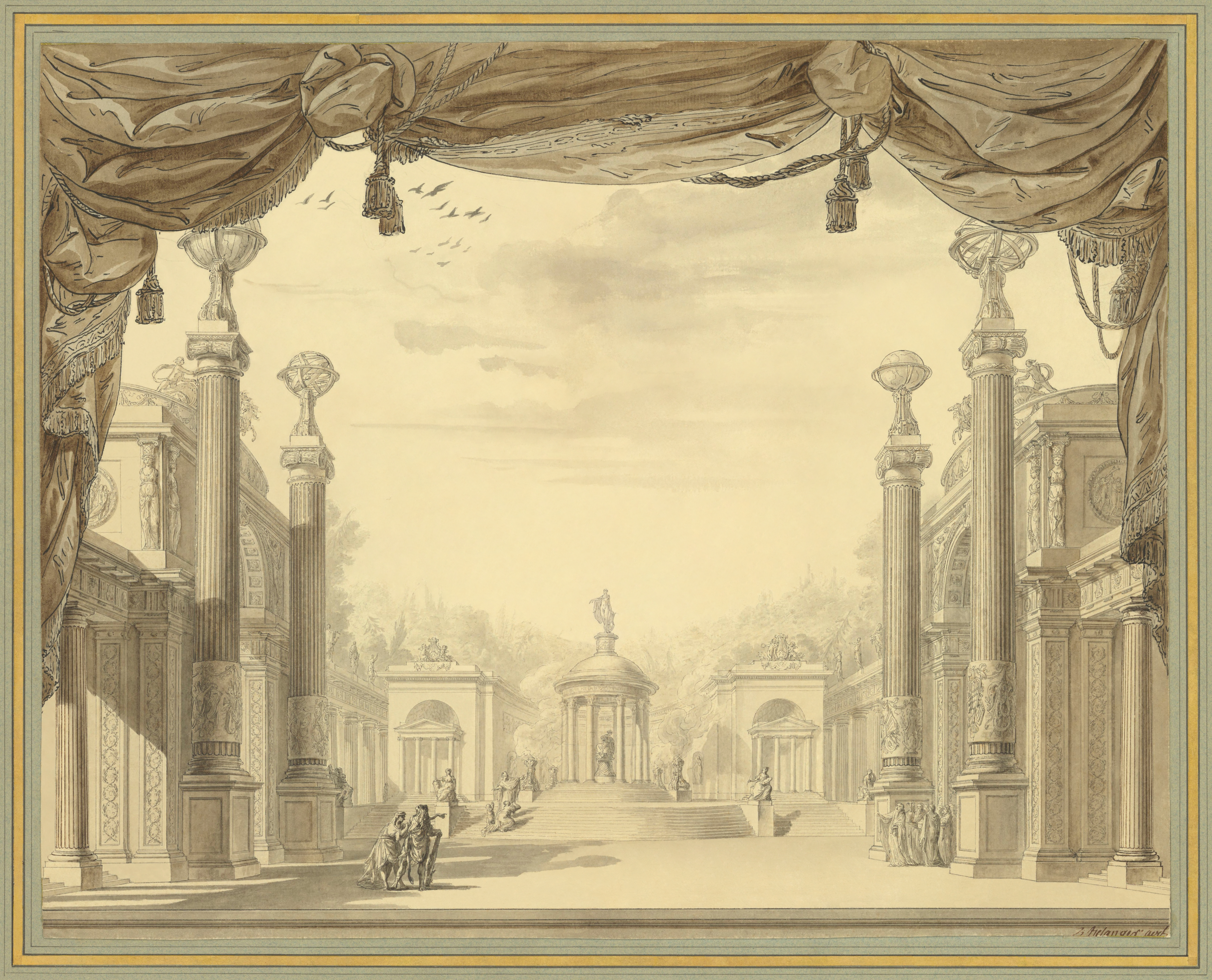
Эскиз декорации к постановке оперы Глюка «Альцеста». 1776. Бумага, бистр, перо, кисть. Национальная библиотека Франции, Париж
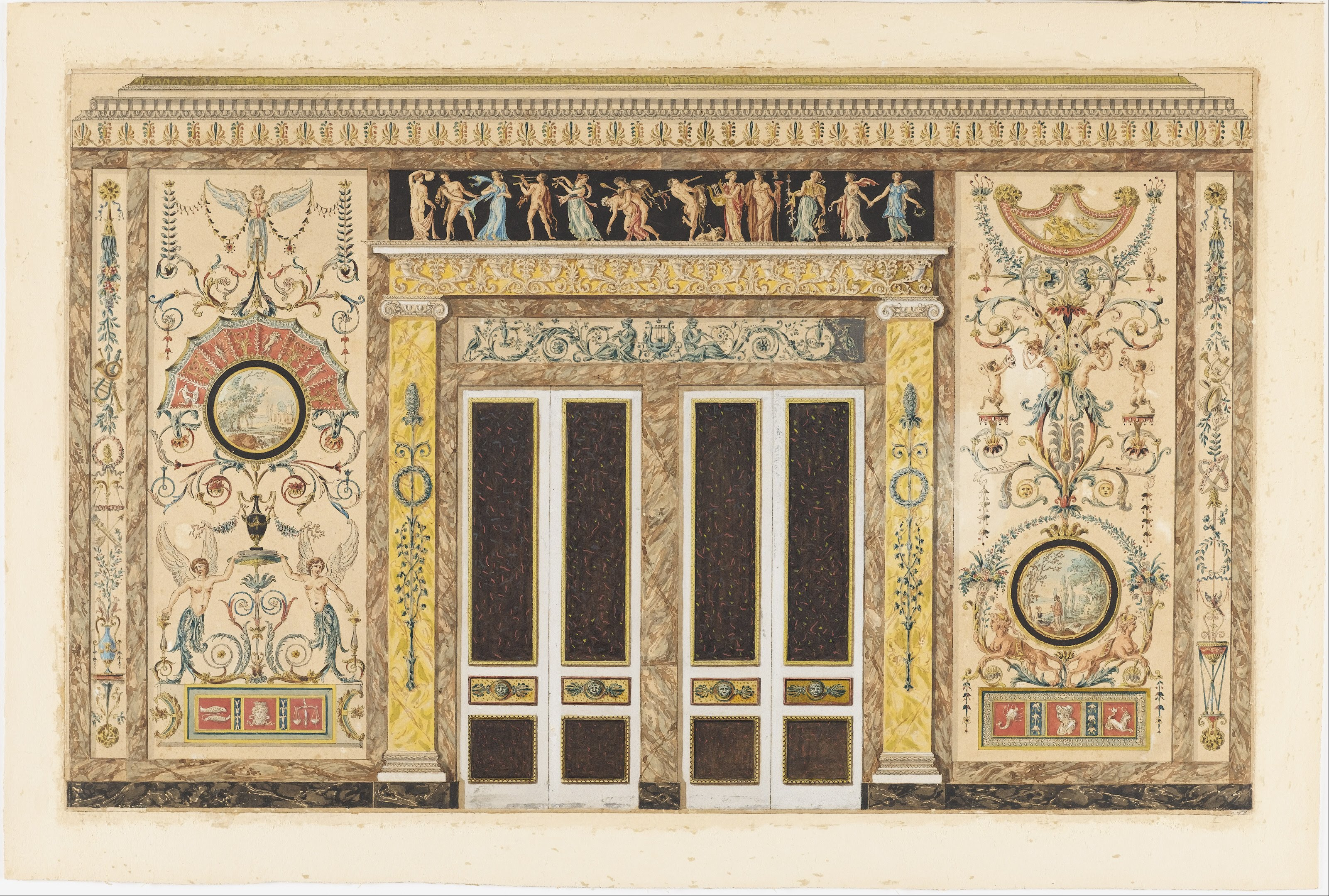
Проект оформления стены Музыкальной комнаты. Бумага, акварель, гуашь, кисть, перо, чернила. Смитсоновский музей дизайна Купер Хьюитт, Нью-Йорк, США
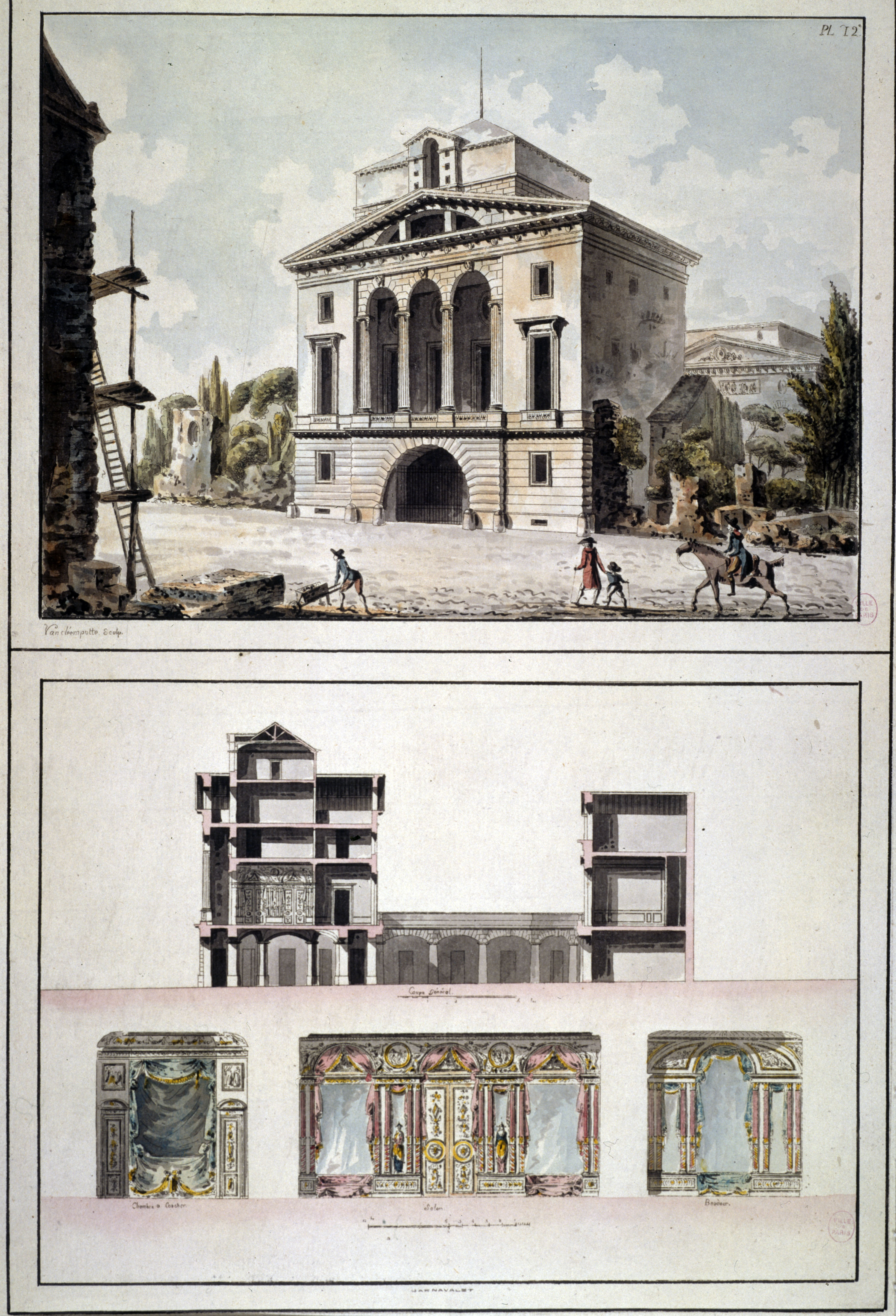
Дом Беланже на рю Жубер. 1778. Офорт, раскраска акварелью. Музей Карнавале, Париж
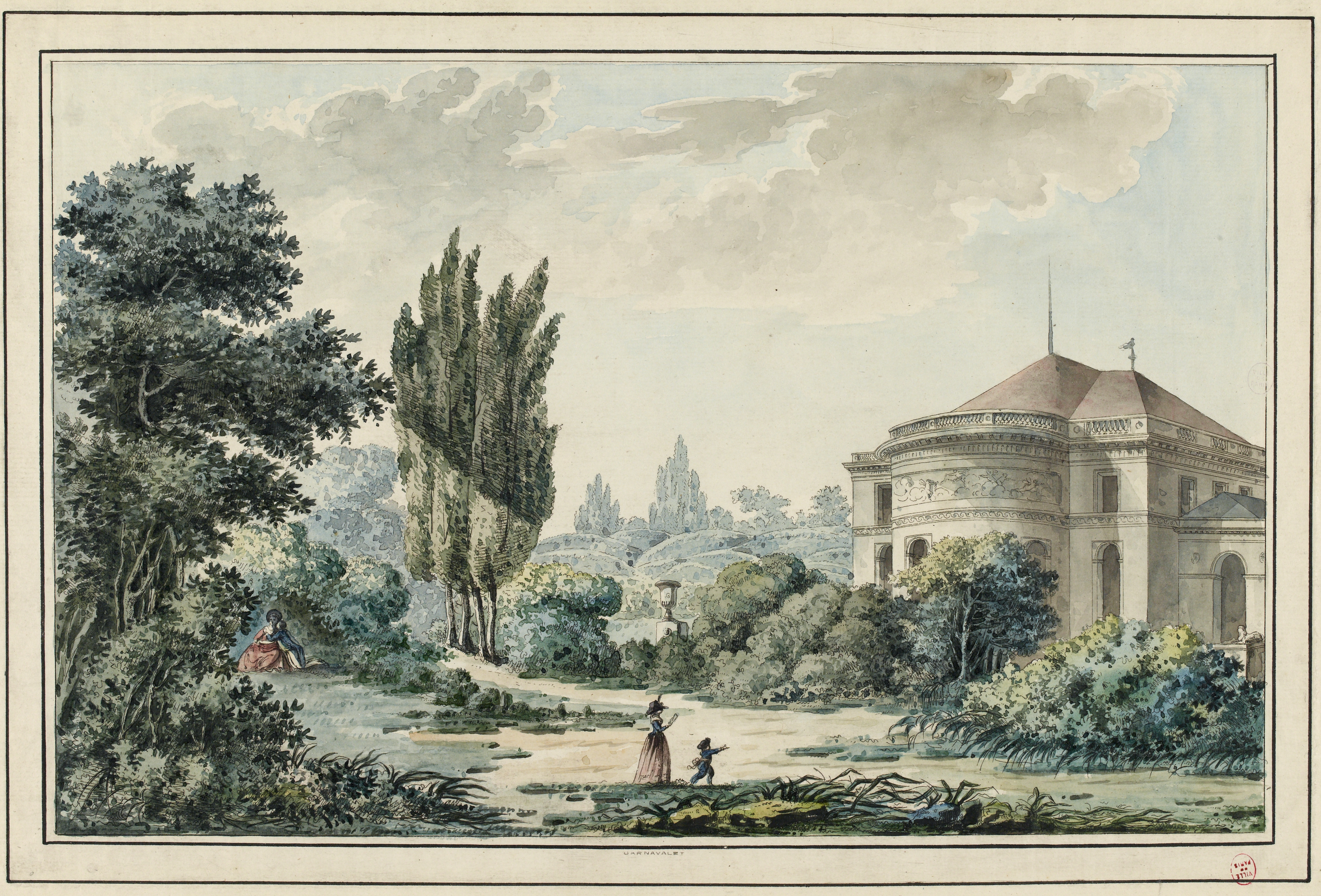
Отель Дервю. 1778. Офорт, раскраска акварелью. Музей Карнавале, Париж
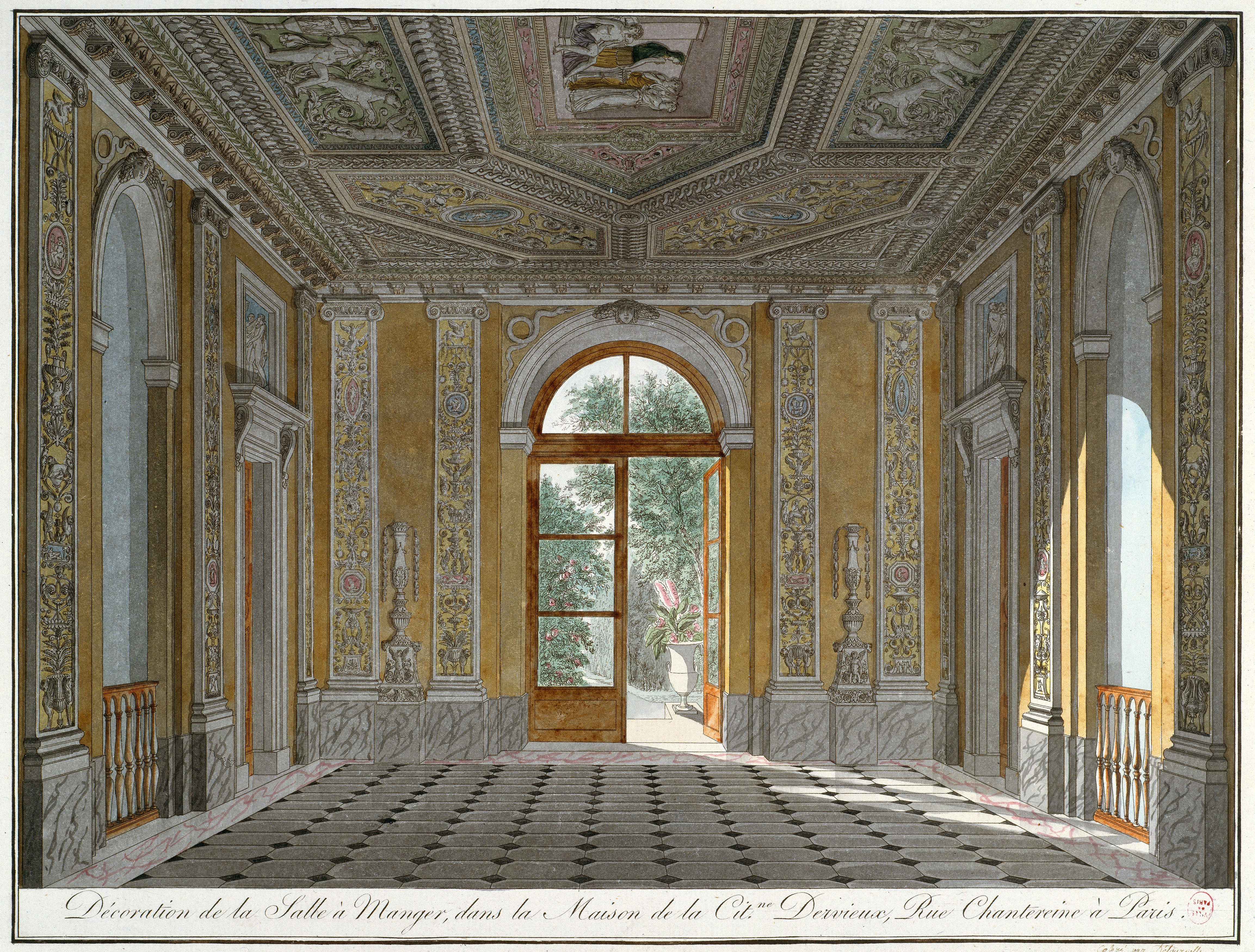
Отель Дервю. Оформление главного зала. 1778. Офорт, раскраска акварелью. Музей Карнавале, Париж
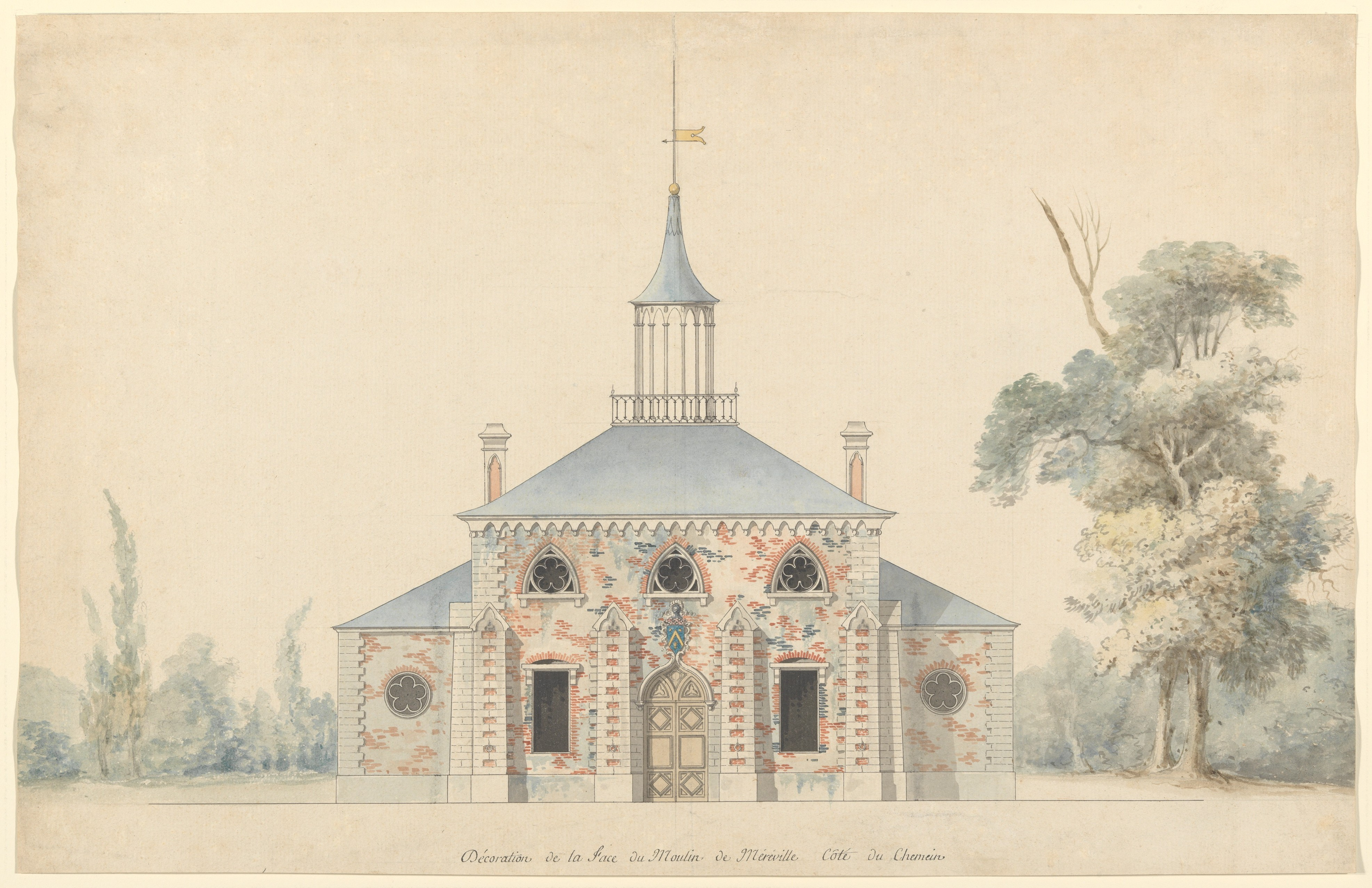
Проект мельницы в Меревилле. Бумага, акварель, кисть, перо, чернила. Метрополитен-музей, Нью-Йорк